# Siebenhengste-Hohgant-Höhle

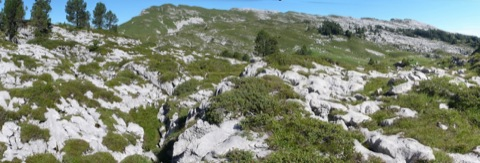
Hang Siebenhengste-Hohgant-Höhle

Siebenhengste-Hohgant-Höhle là hang động dài thứ 10 trên thế giới với chiều dài 154 km. Hang động này sâu 1,34 km. Hệ thống hang động này nằm ở Thuỵ Sĩ, tại bang Bern. Hang động này đã được người ta khám phá lần đầu vào năm 1966, và thời điểm này đã có 15 cửa hang được phát hiện.
Hang động này đã được con người sử dụng từ thời kỳ Đồ Đá.